# Galagowate
Galagowate, galago (Galagidae) – rodzina południowoafrykańskich, nadrzewnych ssaków naczelnych z infrarzędu lorisokształtnych (Lorisiformes) o nocnym trybie życia, wcześniej zaliczanych do lorisowatych jako podrodzina Galaginae. Wiele gatunków pozostaje słabo poznanych, niektóre narażone są na wyginięcie.

## Występowanie
Galagowate zamieszkują środkową i południową Afrykę. Nie występują na Madagaskarze. Zasiedlają tereny zalesione oraz busz.

## Charakterystyka
Są to małpiatki o niewielkich rozmiarach. Długość ciała od 14 cm (galago senegalski) do 35 cm (otolemur gruboogonowy). Ogon osiąga długość większą od długości ciała i jest wykorzystywany do utrzymywania równowagi. Gatunki z tej rodziny mają duże uszy i oczy oraz silnie rozwinięte kończyny tylne. Na drugim palcu stopy znajduje się długi pazur wykorzystywany do czyszczenia sierści.
Prowadzą nadrzewny i nocny tryb życia. Żerują samotnie lub w małych grupach. Bardzo sprawnie poruszają się wśród gałęzi, skaczą z drzewa na drzewo. Po ziemi skaczą podobnie jak kangury. Są wszystkożerne – żywią się owadami i ich larwami, drobnymi kręgowcami, a także pędami roślin, owocami i nasionami. Ciąża trwa 110-133 dni. Samica rodzi jedno lub dwa młode. Młode rodzą się nie w pełni samodzielne. Przez kilka do kilkunastu dni – w zależności od gatunku – wędrują z matką przyczepione do jej futra. Galagowate trzymane w ogrodach zoologicznych żyją 12-16,5 roku.

## Systematyka
Do rodziny galagowatych należy jedna występująca współcześnie podrodzina:
- Galaginae J.E. Gray, 1825

Opisano również podrodzinę wymarłą:
- Kombinae T. Harrison, 2010

Takson wymarły o statusie incertae sedis:
- Progalago MacInnes, 1943[10] – jedynym przedstawicielem był Progalago dorae MacInnes, 1943.